# Вергун Дмитро Миколайович
д-р Дмитро́ Микола́йович Вергу́н (18 жовтня 1871, Городок, нині Львівської області — 3 вересня 1951, Х'юстон) — дослідник історії літератури Карпатської Русі та слов'янознавства москвофільського напрямку, публіцист, журналіст, поет.

## Життєпис
1889 року захистив у Віденському університеті докторську дисертацію за темою «Мелетій Смотрицький як західно-руський письменник та граматик». У 1900–1905 роках видавав часопис неослов'янофільського напряму «Славянский век» у Відні. Водночас займався поезією, в 1901 році видав у Львові збірник «Червонорусские отзвуки» зіпсутою російською мовою. Писав для львівського видання «Беседа». За проросійські симпатії знаходився під наглядом австрійської поліції, у 1897 році був заарештований.
Після написання Вергуном роботи «Немецкий Drang nach Osten в фактах и цифрах» (перекладена кількома мовами) тиск з боку австрійської влади посилився, у Віденському університеті йому відмовили у раніше запропонованому місці викладача. Після цього Дмитро Вергун переселився до Росії.

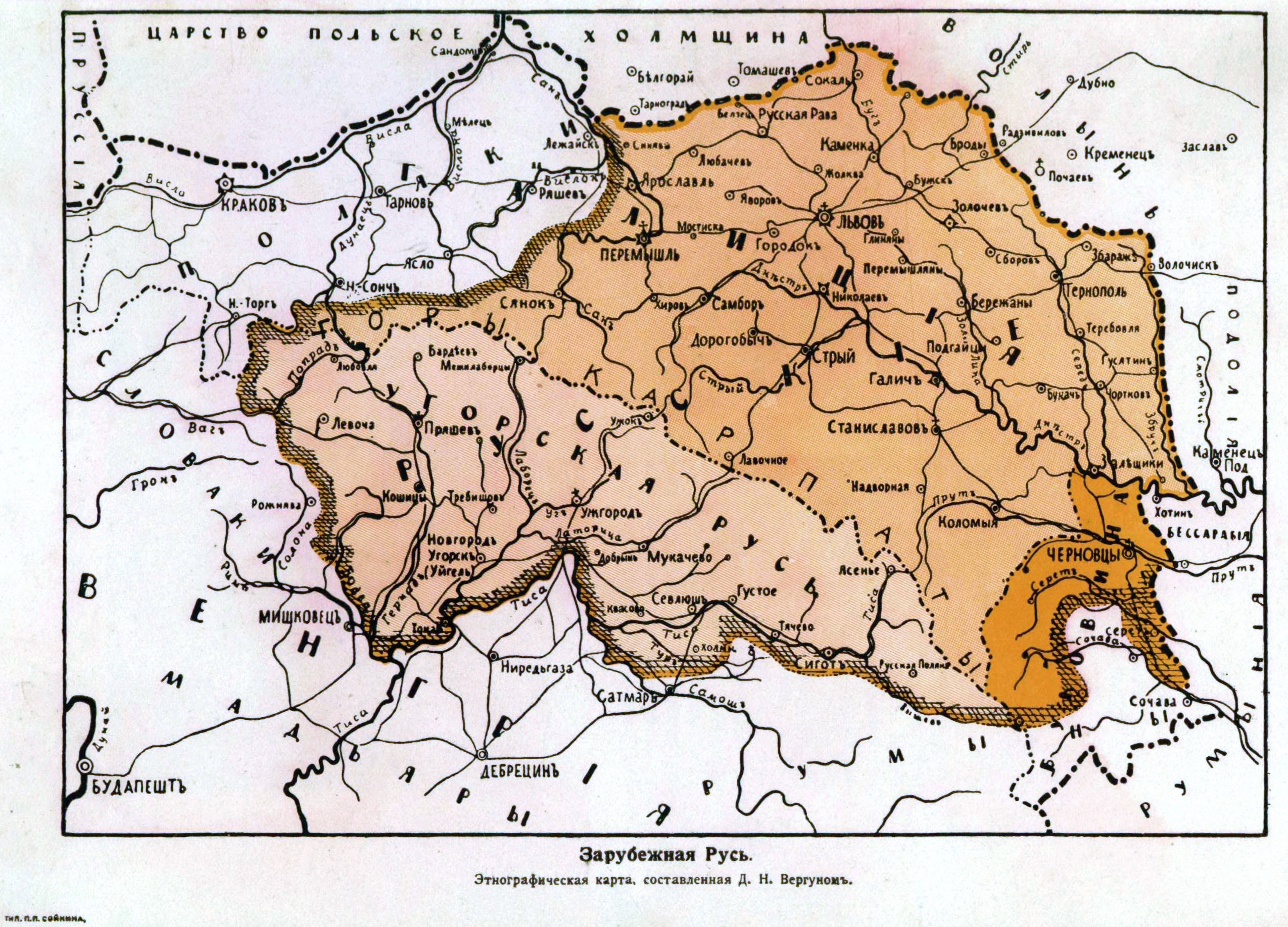
Етнографічна карта руських земель в Австро-Угорщині, яку склав у 1915 році Дмитро Вергун

Від 1907 року керував слов'янським відділом газети «Новое время» у Санкт-Петербурзі. В 1919 році виїхав на Паризьку мирну конференцію, де брав участь у діяльності «Карпаторуського конгресу», який вимагав створення автономної «Карпатської Русі».
У 1921 році переселився до Праги. Спочатку викладав російську мову та слов'янознавство у Вищій школі у Празі, потім працював у "Російському педагогічному університеті ім. Я. А. Коменського. Був головою «руського сокольства».
У зв'язку з окупацією Чехословаччини нацистською Німеччиною виїхав до Югославії.
Від 1945 року — у США. Професор Х'юстонського університету в США.

## Творчість
У 1901 р. «Литературный кружокъ общества галицко-русскихъ студентовъ „Другъ“ во Львове» видав збірку поезій Д. Вергуна «Червонорусскіе отзвуки». Появі цієї книги видавці хотіли надати міжнародного значення. Проте видання зазнало критики і з боку російських літературних кіл — московський журнал «Русская мысль» зазначав:
Стихи г. Вергуна ничего не доказываютъ, кромъ его бездарности и плохого знания «общерусскаго литературнаго языка», несмотря на то, что еще въ 1865 г. Дѣлицкій показалъ «въ одинъ часъ научится малороссу по русски…». За «грѣхи юности» судьба дѣствительно не «влюбила» г. Вергуна и не «подожгла огня, чтобы писать стихи»…
Прикладом поетичної творчості Д. Вергуна може бути така частина його вірша з описом власного дитинства під Львовом:
И мнѣ жаль лишь, что на нашей юдоли
Такъ ничтожженъ нашь крестьянскій надѣлъ:
И, бывало, вотъ коровъ ты пригонишь,
Дашь имъ корму, мать доитъ, а ты склонишь
Отъ раздумья свою голову внизъ…

## Твори
- Червонно-русские отзвуки. Львов: "Литературный кружок" при О-ве галицко-русских студентов "Друг", 1901. - 144 с.
- Немецкий "Drang nach Osten" в цифрах и фактах. Вена, 1905. - 66 с.
- Россия и Турция. СПб.: Всероссийский национальный клуб, 1911. - 48 с.
- Что такое Галиция? Птг.: Лукоморье, 1915. - 46 с.
- Значение Н.В. Гоголя как выразителя общерусского национального единства // Славянское объединение. М., 1916.
- Вудров Вильсон — "Новозаветный Моисей". Нью-Йорк, 1920. - 55 с.
- Новейшая карпаторусская библиография. Нью-Йорк, 1920. - 16 с.
- Очерк карпаторусской литературы. Прага: Иждивением Чешской  школы политических учений, 1925. - 15 с.
- Восемь лекций о Подкарпатской Руси. Пер. с чешского Д.Н. Вергуна. Прага: Иждивением Чешской  школы политических учений, 1925. - 117 с.
- Евгений Андреевич Фенцик и его место в русской литературе. Ужгород, 1926. - 23 с.